# مقاطعة مونتاغ (تكساس)
مقاطعة مونتاغ (بالإنجليزية: Montague  County)‏ هي إحدى المقاطعات في ولاية تكساس، الولايات المتحدة الأمريكية.